# $Libra
$Libra (també anomenada $LIBRA) és una moneda meme creada el 14 de febrer de 2025. Va aconseguir notorietat per haver patit una caiguda massiva de preus després de la seva promoció per Javier Milei, el president de l'Argentina, i les denúncies d'estafa per estirada de catifa que va provocar l'escàndol anomenat Cryptogate. Les empreses implicades amb la criptomoneda són KIP Protocol, liderada pel singapurà Julian Peh, i Kelsier Ventures, propietat de l'empresari nord-americà Hayden Mark Davis.
Uns minuts després de la seva creació, el valor de la criptomoneda va augmentar de 0,000001 a 5,20 dòlars, i després es va estavellar immediatament i va perdre gairebé tot el seu valor. Tres hores més tard, els nou comptes fundadors de la criptomoneda havien guanyat aproximadament 286 milions de dòlars a costa d'aproximadament 74.000 persones que van invertir, el que alguns han anomenat com una estafa piramidal a gran escala.
El 15 de febrer, Davis, el propietari de Kelsier Ventures, va fer una aparició pública al seu compte de Twitter. Es va presentar com a "part" del projecte $LIBRA i "assessor" de Milei, culpant a ell i a l'equip del president de "retirar el seu suport" al projecte "malgrat els compromisos previs". També es va comprometre a reunir tants dòlars com sigui possible per "reinjectar liquiditat" a la criptomoneda $LIBRA. Altres persones vinculades a $LIBRA inclouen els argentins Mauricio Novelli i Manuel Terrones Godoy, que organitzen el Tech Forum a Argentina des del 2024.

## Esdeveniments clau
Una setmana abans del llançament de $Libra, Diógenes Casares, cofundador de l'empresa financera descentralitzada Stream Finance, va escriure un informe en què esmentava rumors que "s'estava creant una moneda meme al voltant de Milei", inclosa la implicació de suborns, tot i que inicialment va pensar que no eren reals. L'analista nord-americà Nick O'Neill va afirmar que "Javier Milei i el seu equip van treballar durant setmanes per llançar un testimoni" i van afirmar "amb el 100% de certesa" que els pagaments estaven implicats en el desenvolupament i el llançament de $Libra.
El 14 de febrer de 2025, a les 18:58 hora d'Argentina, l'empresa panamenya KIP Protocol va crear el token "$LIBRA" sense donar a conèixer l'esdeveniment, en el marc d'un projecte anomenat " Viva La Libertad ". Tres minuts més tard, el president argentí Javier Milei va publicar als seus comptes oficials d'Instagram, Twitter i Facebook, promocionant la criptomoneda $Libra a la plataforma Solana. La seva publicació incloïa l'adreça del contracte per comprar la criptomoneda acabada de llançar i es va fixar al seu perfil. Funcionaris governamentals com Martín Menem i José Luis Espert també van mostrar suport a través de publicacions als seus perfils. Immediatament després de la publicació de Milei, el valor de $Libra va augmentar de 0,000001 $ a 5,20 $ en 40 minuts. Els fundadors de $Libra tenien el 70% de l'oferta total i, una vegada que el preu va assolir un cert nivell, van vendre bruscament les seves participacions i van caure el preu un 85%. Tres hores més tard, els nou comptes fundadors havien guanyat aproximadament 87 milions de dòlars a costa d'uns 74.000 inversors estimats. L'esdeveniment s'ha descrit com un tipus d'estafa coneguda comunament com a "estafa de fugida".
L'empresa KIP Protocol estava registrada a Panamà i es basava en els serveis d'infraestructura tecnològica de Kelsier, propietat de Hayden Mark Davis. Segons el govern, Milei es va reunir amb els directius de KIP Protocol, que li van presentar el projecte de l'empresa anomenat Viva la Libertad, que tenia com a objectiu finançar empreses privades a l'Argentina mitjançant la tecnologia blockchain.
El 15 de febrer, a les 00:38 (7 hores després de la seva publicació promocional), Milei va declarar que havia promocionat la criptomoneda sense estar totalment informat dels detalls del projecte i que va decidir eliminar la seva publicació després d'aprofundir-hi. Paral·lelament, KIP Protocol va emetre un comunicat en què es distanciava de la situació, aclarint que només aportaven infraestructura tècnica i que Kelsier eren els responsables del projecte i de la seva execució. Hayden Davis, el propietari de Kelsier, va publicar un comunicat declarant que havia estat assessor del govern argentí. Va esmentar que els membres del govern li havien assegurat que donarien suport al projecte i va descriure la decisió del govern d'eliminar la publicació de suport com a brusca, afirmant que els inversors de Libra es van sentir traïts per aquest gir dels esdeveniments.
Arran d'aquest esdeveniment, els legisladors de l'oposició Unió per l'aliança Pàtria van anunciar la seva intenció d'iniciar un procediment d'impeachment i es va presentar una denúncia penal acusant Milei d'infringir els deures d'un funcionari públic. El diputat del Partit Socialista Esteban Paulón va presentar un projecte de llei d'impeachment addicional. Altres personalitats de l'oposició, com Miguel Ángel Pichetto, Maximiliano Ferraro o Martín Lousteau van demanar que s'iniciï una investigació per determinar la culpabilitat del president. L'expresident Mauricio Macri, aliat ocasional de Milei, també va criticar Milei, titllant-lo de "descurat".
En resposta, el govern va demanar que l'Oficina Anticorrupció, que forma part del Poder Executiu, determini si es va produir cap conducta indeguda per part del govern en relació amb l'esdeveniment. A més, es va crear un nou organisme anomenat "Unitat de Tasques d'Investigació" dins de la Presidència per investigar tot el projecte $Libra.
El 17 de febrer de 2025, un despatx d'advocats argentí que operava als Estats Units va presentar una queixa contra Milei i altres responsables davant el Departament de Justícia dels EUA i l'FBI.